# Le Hérisson
Le Hérisson is een Franse film van Mona Achache die uitgebracht werd in 2009.
Het scenario is gebaseerd op de veelvuldig bekroonde roman L'Élégance du hérisson (2009) van Muriel Barbery.

## Verhaal
Het verhaal speelt zich af in een luxueus flatgebouw in Parijs en cirkelt voornamelijk rond drie personages die elkaar geleidelijk ontdekken.
Renée Michel is de conciërge van het vijf verdiepingen tellende appartementsgebouw. Ze is een wat norse en zwijgzame vijftigster die een teruggetrokken leven leidt in haar conciërgewoning op het gelijkvloers. Daar heeft ze een geheim kamertje dat nokvol boeken staat. Desondanks heeft Renée een heel laag zelfbeeld: ze vindt zich dik, oud en lelijk.
Paloma, een heel schrander elfjarig meisje, woont samen met haar ouders en haar oudere zus in een van de vijf appartementen. Deze vroegrijpe tiener voelt zich niet thuis in het gezin waarin ze moet opgroeien. Niemand is echt bezig met haar, haar moeder is bijvoorbeeld verslaafd en alleen maar met zichzelf bezig. Daarom besluit Paloma op haar twaalfde verjaardag zelfmoord te plegen. In de tijd die haar resteert wil ze een film draaien met de camera van haar vader. Ze sluit ook vriendschap met een aanvankelijk terughoudende Renée, ze voelt dat Renée een mens van vlees en bloed is.
Ozu Kakuro is een minzame, wat raadselachtige oudere Japanse weduwnaar die intrekt in een vrijgekomen flat in het gebouw. Hij is de eerste persoon die aandacht schenkt aan zowel de conciërge als aan Paloma. Hij behandelt Renée heel respectvol als een volwaardige buur. Hij nodigt haar regelmatig uit. Ook Paloma krijgt dankzij meneer Kakuro weer zin in het leven.    

## Rolverdeling
| Acteur                | Personage                                                |
| --------------------- | -------------------------------------------------------- |
| Josiane Balasko       | Renée Michel, de conciërge                               |
| Garance Le Guillermic | Paloma Josse, de prille tiener                           |
| Togo Igawa            | Kakuro Ozu, de nieuwe eigenaar van een appartement       |
| Anne Brochet          | Hélène Douélan, de moeder van                            |
| Wladimir Yordanoff    | Paul Josse, de vader van                                 |
| Gisèle Casadesus      | mevrouw De Broglie, de oude dame van de derde verdieping |
| Jean-Luc Porraz       | Jean-Pierre, de eenzame schaakspeler                     |
| Ariane Ascaride       | Manuela Lopez, de werkvrouw                              |